# Thargelia haloxyleti
Thargelia haloxyleti là một loài bướm đêm trong họ Noctuidae.